# サンテリーア・ア・ピアニージ
サンテリーア・ア・ピアニージ（イタリア語: Sant'Elia a Pianisi）は、イタリア共和国モリーゼ州カンポバッソ県にある、人口約1,700人の基礎自治体（コムーネ）。

## 地理

### 位置・広がり

#### 隣接コムーネ
隣接するコムーネは以下の通り。括弧内のFGはフォッジャ県（プッリャ州）所属を示す。
- ボネフロ
- カルランティーノ (FG)
- コッレトルト
- マッキーア・ヴァルフォルトーレ
- モナチリオーニ
- リパボットーニ
- サン・ジュリアーノ・ディ・プーリア